# چائیراوزو (مرزیفون)
چائیراوزو (به ترکی استانبولی: Çayırözü) یک منطقهٔ مسکونی در ترکیه است که در مرزیفون واقع شده‌است.